# Rui de Pina
Rui de Pina (Guarda, c. 1440 – Guarda, 1522) foi um cronista e diplomata português.

## Biografia
Ao serviço de D. João II, foi incumbido de várias missões diplomáticas, de entre as quais ao Vaticano e se destaca a representação dos interesses portugueses em Barcelona, após a viagem de descoberta de Colombo, procurando delimitar, em negociações que prenunciavam já o Tratado de Tordesilhas, os domínios destinados a Portugal e aqueles destinados a Espanha.
Foi nomeado o nono cronista-mor do reino, guarda-mor da Torre do Tombo e da livraria régia por D. Manuel, em 1497, cargo que ocupou até à sua morte em 1523. A atividade cronística desenvolve-se pelo menos desde 1490, data em que D. João II lhe atribui uma tença para escrever e assentar os feitos famosos asy nossos como de nossos Reynos.
É por vezes acusado de se ter aproveitado de algumas das crónicas desaparecidas de Fernão Lopes.
Mas, de todas as polémicas que envolvem a sua extensa obra, desde o seu mérito como historiador, cuja voz suportou fundamentalmente a versão oficial dos acontecimentos históricos, até aos problemas que decorrem da estrutura e fontes das suas crónicas, apenas se depreende que a obra de Rui de Pina ainda não mereceu um estudo exaustivo que contemple também o estudo estilístico comparativo das suas crónicas e dos textos dos autores de quem é pretenso plagiário ou recompilador.
Virgílio Afonso, na “Toponímia Histórica da Guarda”, faz alusão aos vestígios da sepultura do cronista, encontrados na antiga Igreja de Nossa Senhora do Mercado, na Guarda, que se localizou na extremidade (poente) da hoje denominada Rua Augusto Gil.

## Obras
Escreveu as crónicas de vários reis, adotando um ponto de vista que exaltava os seu feitos.
- Crónica de El-Rei D. Sancho I[4]
- Crónica de El-Rei D. Afonso II[5]
- Crónica de El-Rei D. Sancho II[6]
- Crónica de El-Rei D. Afonso III[7]
- Crónica de El-Rei D. Dinis[8]
- Crónica de El-Rei D. Afonso IV[9]
- Crónica de El-Rei D. Duarte[10]
- Crónica de El-Rei D. Afonso V[11]
- Crónica de El-Rei D. João II[12]

As crónicas de D. Sancho I até D. Dinis foram editadas em Lisboa entre 1727 e 1729 por Miguel Lopes Ferreira; as três crónicas de D. Duarte, D. Afonso V e D. João II foram editadas entre 1790 e 1792 nos Inéditos de Historia Portugueza da Academia de Ciências, em edição prefaciada e organizada por Correia da Serra.
Quanto à crónica de D. Afonso IV, foi impressa em 1653, em Lisboa, por Paulo Craesbeck, de acordo com os manuscritos organizados por Pedro de Mariz, escrivão da Torre do Tombo. Estas edições corroboram nas suas introduções e mesmo licenças o testemunho de Damião de Góis, na Crónica de D. Manuel, segundo o qual nem todas as obras que lhe eram atribuídas seriam de sua autoria.
No prólogo à Crónica de D. Sancho I, o cronista propõe-se continuar o trabalho iniciado por Duarte Galvão com a Crónica de D. Afonso Henriques e elaborar a crónica dos sete primeiros reis de Portugal, lembrando as dificuldades acrescidas dessa tarefa, dada a escassez de fontes que justifica a inexistência de crónicas ordenadas anteriormente sobre o mesmo assunto: haa sómente por Lugares muy ocultos algumas lembranças, cartas confuzas, e muy duvidozas. Na verdade, estas crónicas, segundo Damião de Góis, teriam sido construídas a partir de rascunhos de Fernão Lopes, refundindo uma Crónica Geral do Reino esboçada pelo primeiro cronista e que se supõe corresponderá à Crónica de Portugal de 1419.
Quanto às crónicas de D. Duarte e D. Afonso V, supõe-se que tenham também a mão de dois autores ou pelo menos que tenham como base memórias deixadas por Gomes Eanes de Zurara. 
De todas as crónicas assinadas por Rui de Pina, a Crónica de D. João II é a mais precisa, dado que o cronista foi ator e testemunha de alguns dos fatos que relata. Opondo-se ao estilo lacónico e conciso das crónicas anteriores (com excepção da Crónica de D. Afonso V), aí o autor apresenta uma narração mais viva e documentada.

## Dados genealógicos
Rui de Pina, filho de Lopo Fernandes de Pina, que casou e vivia em Montemor-o-Velho.
Casou 1.ª vez, na Guarda, com Catarina Vaz de Gouveia filha do Dr. Pedro de Gouveia do Conselho do Rei D. Manuel e seu Desembargador do Paço.
Tiveram:
- Fernão de Pina
- D. Guiomar de Pina que casou 1.ª vez com Francisco Pereira de Miranda. Casou 2.ª vez com João Freire de Andrade.
- D. Isabel de Pina casada 1.ª vez com Fernão Brandão Pereira, filho do Contador João Brandão e D. Brites Pereira
- D. Leonor de Pina casou 1.ª vez com João Freire. Casou 2.ª vez com João da Gama. Casou 3.ª vez com Jorge Coutinho

Casou 2.ª vez com D. Isabel de Melo filha de João de Melo de Faia.
Tiveram:
- D. Isabel de Melo casada com Afonso Brandão
- D. Joana de Melo

in: Felgueiras Gayo, Nobiliário de Famílias de Portugal, tit. PINAS, § 2 N 5 e § 10 N 6.